# Beker van Wenen
Wiener Fußballcup (officieel: Wiener TOTO-Cup) is een Oostenrijkse bekercompetitie die georganiseerd wordt door de WFV.
De competitie wordt sinds 1988/89 jaarlijks gespeeld. De Oostenrijkse loterij is hoofdsponsor en ook de stad Wenen zorgt voor financiële ondersteuning.
De TOTO-cup is enkel toegankelijk voor clubs die aangesloten zijn bij de Weense voetbalbond. Teams uit de Bundesliga en Erste Liga mogen niet deelnemen omdat ze profclubs zijn. Na een voorronde zijn er acht rondes. De bekerwinnaar is rechtstreeks geplaatst voor de eerste ronde van de Beker van Oostenrijk van het volgende seizoen.
De clubs uit lagere klassen hebben meestal het thuisvoordeel. De finale wordt elk jaar in het Ernst-Happel-Stadion gespeeld. Er wordt geen terugwedstrijd gespeeld als de stand na 90 minuten gelijk is worden er verlengingen gespeeld en daarna strafschoppen indien nodig.
De clubs uit de Wiener Stadtiga en de Oberliga beginnen pas in de derde ronde met spelen.

## Finales
|         |                            |                         |               |  |  |
| Seizoen | Winnaar                    | Finalist                | Resultaat     |  |  |
|         |                            |                         |               |  |  |
| 1989    | WAFKL Wimmer               | ASKÖ Breitensee-Graphia | 3:1           |  |  |
| 1990    | SV Wienerberger            | WAFKL Wimmer            | 2:1           |  |  |
| 1991    | OMV Stadlau                | FV Austria XIII Wien    | 3:1           |  |  |
| 1992    | SV Wienerfeld              | FS Elektra Wien         | 5:0           |  |  |
| 1993    | SV Gerasdorf (NO)          | SC Ostbahn XI Wien      | 5:1           |  |  |
| 1994    | 1. Simmeringer SC          | KDAG Phönix Wien        | 3:1 n.v.      |  |  |
| 1995    | SC Wacker Wien             | Gersthofer SV           | 4:2           |  |  |
| 1996    | Prater Memphis             | SKF Helfort 15          | 4:2           |  |  |
| 1997    | FC Ajax/Grenzacker         | FC Austria 11/Moritz    | 5:2           |  |  |
| 1998    | SK Rapid Amateure/Red Star | OMV Stadlau             | 3:0           |  |  |
| 1999    | Polizei/Feuerwehr          | SK Rapid Wien Amateure  | 8:7 n.p.      |  |  |
| 2000    | Polizei/Feuerwehr          | Wiener Sport-Club       | 6:0           |  |  |
| 2001    | Polizei/Feuerwehr          | SV Essling              | 4:3 n. p.     |  |  |
| 2002    | Gersthofer SV              | 1. Simmeringer SC       | 3:1           |  |  |
| 2003    | Polizei/Feuerwehr          | FV Austria XIII Wien    | 7:1           |  |  |
| 2004    | SV Wienerberger            | Liesinger ASK           | 2:1           |  |  |
| 2005    | SR Donaufeld               | SK Slovan HAC Wien      | 3:0           |  |  |
| 2006    | Post SV Wien               | Gersthofer SV           | 1:1; 3:2 n.p. |  |  |